# Mycetophila guaraiasi
Mycetophila guaraiasi är en tvåvingeart som beskrevs av Lane 1952. Mycetophila guaraiasi ingår i släktet Mycetophila och familjen svampmyggor. Inga underarter finns listade i Catalogue of Life.